# Sphenomeris clavata
Sphenomeris clavata là một loài thực vật có mạch trong họ Dennstaedtiaceae. Loài này được (L.) Maxon miêu tả khoa học đầu tiên năm 1913.